# Carceri (band)
Carceri is een Nederlandse Deathmetalband uit Delft, opgericht in 2000.
Carceri nam in 2010 een full-length-album op met Jochem Jacobs (Textures) bij Split Second Sound Studio's in Amsterdam. Carceri deelde het podium met bands als Krisiun, Disavowed, Pyaemia, Gorefest en Cypher, speelde op Neurotic Deathfest 2012 en toerde met Suffocation, Cattle Decapitation, Blood Red Throne, Sadist & Cerebral Bore (Reborn of Death 2012). 

## Bezetting
- Kees de Vlieger (zang)
- Rogier van Kleef (basgitaar)
- Josha Nuis (drums)
- Ivar Useinov (leadgitaar)

## Discografie

### Albums
- The Good Must Suffer The Wicked (2011)

### Andere
- Carceri (demo, 2003)